# Morrieden
Morrieden ist ein Wohnplatz der Gemeinde Wörnitz im Landkreis Ansbach (Mittelfranken, Bayern). Morrieden liegt in der Gemarkung Wörnitz.

## Geografie
Der Weiler liegt am Morrieder Bach, einem rechten Zufluss der Wörnitz. Die Kreisstraße AN 5 führt nach Bösennördlingen (0,8 km südwestlich) bzw. nach Wörnitz zur Kreisstraße AN 16 (0,6 km nördlich). Eine Gemeindeverbindungsstraße führt zu einer Gemeindeverbindungsstraße bei Ulrichshausen (1,2 km südlich).

## Geschichte
Im Geographischen Lexikon von 1801 wird der Ort folgendermaßen beschrieben: „Morieden, in der gemeinen Aussprache Morada, Reichsstadt Rothenburgischer Weiler, innerhalb der Landsheeg, 4 Stunden von der Stadt gegen Feuchtwang. Er hat 3 Gemeindrechte, welche 3 Halbbauern besitzen. Das Gemeindrecht haben sie mit Unterwörnitz gemeinschaftlich, in welchem Ort sie auch eingepfarrt sind. Die Getraidzehnt gehört dem Rothenburgischen Spital, der kleine Zehnt aber dem Pfarrer zu (Erzberg) Wörnitz.“
Mit dem Gemeindeedikt (frühes 19. Jahrhundert) wurde Morrieden dem Steuerdistrikt und der Ruralgemeinde Wörnitz zugewiesen. Mittlerweile ist der Ort in der Morrieder Straße des Gemeindeteils Wörnitz aufgegangen.

### Einwohnerentwicklung
| Jahr      | 001818 | 001840 | 001861 | 001871 | 001885 | 001900 | 001925 | 001950 | 001961 | 001970 |
| Einwohner | 15     | 24     | 19     | 20     | 20     | 27     | 19     | 41     | 25     | 26     |
| Häuser    | 3      | 3      |        |        | 4      | 5      | 5      | 4      | 5      |        |
| Quelle    | [ 5 ]  | [ 6 ]  | [ 7 ]  | [ 8 ]  | [ 9 ]  | [ 10 ] | [ 11 ] | [ 12 ] | [ 13 ] | [ 14 ] |

## Religion
Der Ort ist seit der Reformation evangelisch-lutherisch geprägt und bis heute nach St. Martin (Wörnitz) gepfarrt. Die Einwohner römisch-katholischer Konfession sind nach Kreuzerhöhung (Schillingsfürst) gepfarrt.